# Фирбас, Ян
Ян Фи́рбас (чеш. Jan Firbas; 25 марта 1921, Брно – 5 мая 2000, там же) — чешский лингвист, специалист по английскому языку; представитель пражской лингвистической школы. Профессор. Доктор наук.

## Биография
Изучал английскую и немецкую филологию и философию в Масариковом университете. 
С 1949 года занимался исследованиями английского языка. В 1990 году стал профессором. В 1986 году получил почётные докторские степени университетов в  Лёвене и Лидсе, а с 2000 года — почётную докторскую степень Университета Турку.
Разработал теорию информационной структуры, названную функциональной перспективой предложения.
Занимался исследованиями в области функциональной лингвистики. Один из создателей учения об актуальном членении предложения.